# رصدخانه پارانال

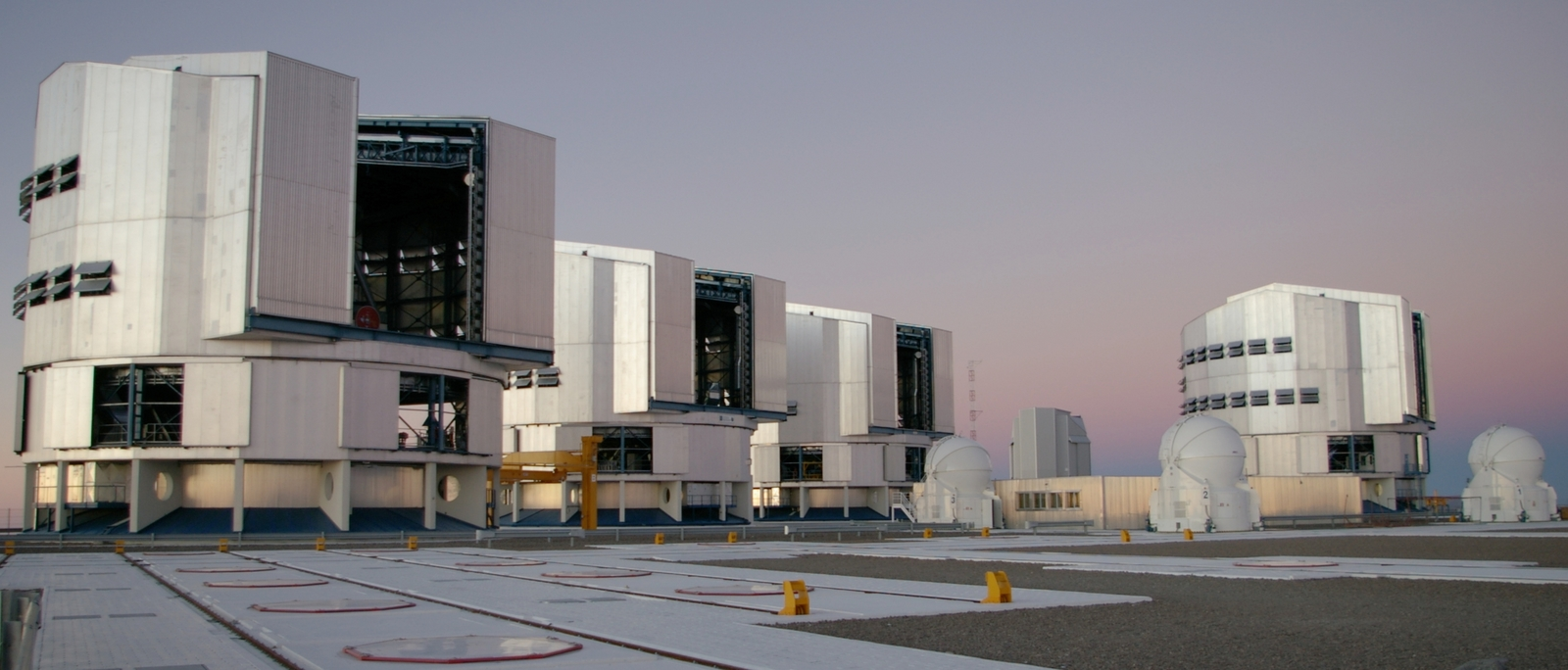
تعدادی از تلسکوپ‌های رصدخانه پارانال

رصدخانه پارانال (به انگلیسی: Paranal Observatory) یک مجموعه رصدخانه در کشور شیلی در آمریکای جنوبی و متعلق به اتحادیه اروپا است که در بیابان آتاکاما قرار دارد. در حال حاضر این رصدخانه پیشرفته‌ترین رصدخانهٔ طول موج مرئی در جهان است.
این رصدخانه در ارتفاع ۲۶۳۵ متری از سطح دریا قرار دارد.
از تلسکوپ‌های بزرگ این مرکز می‌توان چهار تلسکوپ وی ال تی را نام برد که همگی متعلق به سازمان رصدخانه جنوبی اروپا هستند. تعدادی تلسکوپ جدید مانند تلسکوپ‌های طرح SPECULOOS و NGTS نیز به تازگی در این سایت رصدی راه‌اندازی شده‌است.
آرایش تلسکوپ‌های خیلی بزرگ (VLT) ناوگانی از امکانات برای منجمان در آغاز هزاره سوم به‌شمار می‌روند. پیشرفته‌ترین تجهیزات نوری جهان، مرکب از چهار واحد تلسکوپ با آینه‌های اصلی به قطر ۸٫۲ متر و چهار تلسکوپ متحرک کمکی به قطر ۱٫۸ متر که می‌توانند با هم در گروه‌هایی دوتایی یا سه تایی کار کنند و به صورت یک تداخل سنج غول‌پیکر عمل کنند. تلسکوپ بسیار بزرگ تداخل سنج ESO، به اخترشناسان اجازه می‌دهد تا جزئیاتی مطابق با جزئیات یک تلسکوپ بسیار بزرگ را مشاهده کنند. در حال حاضر ۲۳ ابزار جانبی مختلف مانند طیف‌نگار، نورسنج، تداخل‌سنج و … به این تلسکوپ‌ها متصل است.
همچنین واحد تلسکوپ‌های ۸٫۲ متری می‌توانند به صورت مجزا بکار گرفته شوند. با یک تلسکوپ این چنینی، می‌توان تصاویر اجرام آسمانی کم نور با قدر ۳۰ را در یک ساعت نوردهی بدست آورد. این برابر است با مشاهده شی که ۴ بیلیون بار کم‌نور تر از چیزی ست که بتوان بدون کمک با چشم دید.
تلسکوپ‌های بزرگ Antu, Kueyen, Melipal و Yepun نامیده می‌شوند.
جزئیات بیشتر در زمینه اطلاعات در مورد VLT در «کتاب سفید VLT» گرد آوری شده که به آدرس(https://web.archive.org/web/20081007153835/http://www.eso.org/public/astronomy/teles-instr/whitebook/) در دسترس است. کتاب سفید اطلاعات کاملی از دوارن برنامه‌ریزی و مرحله ساخت VLT ارائه می‌دهد و آخرین اطلاعات را تا زمان اولین دریافت نور توسط VLT در می۱۹۹۸ را در خود ثبت کرده‌است.
تلسکوپ‌ها و تجهیزات:

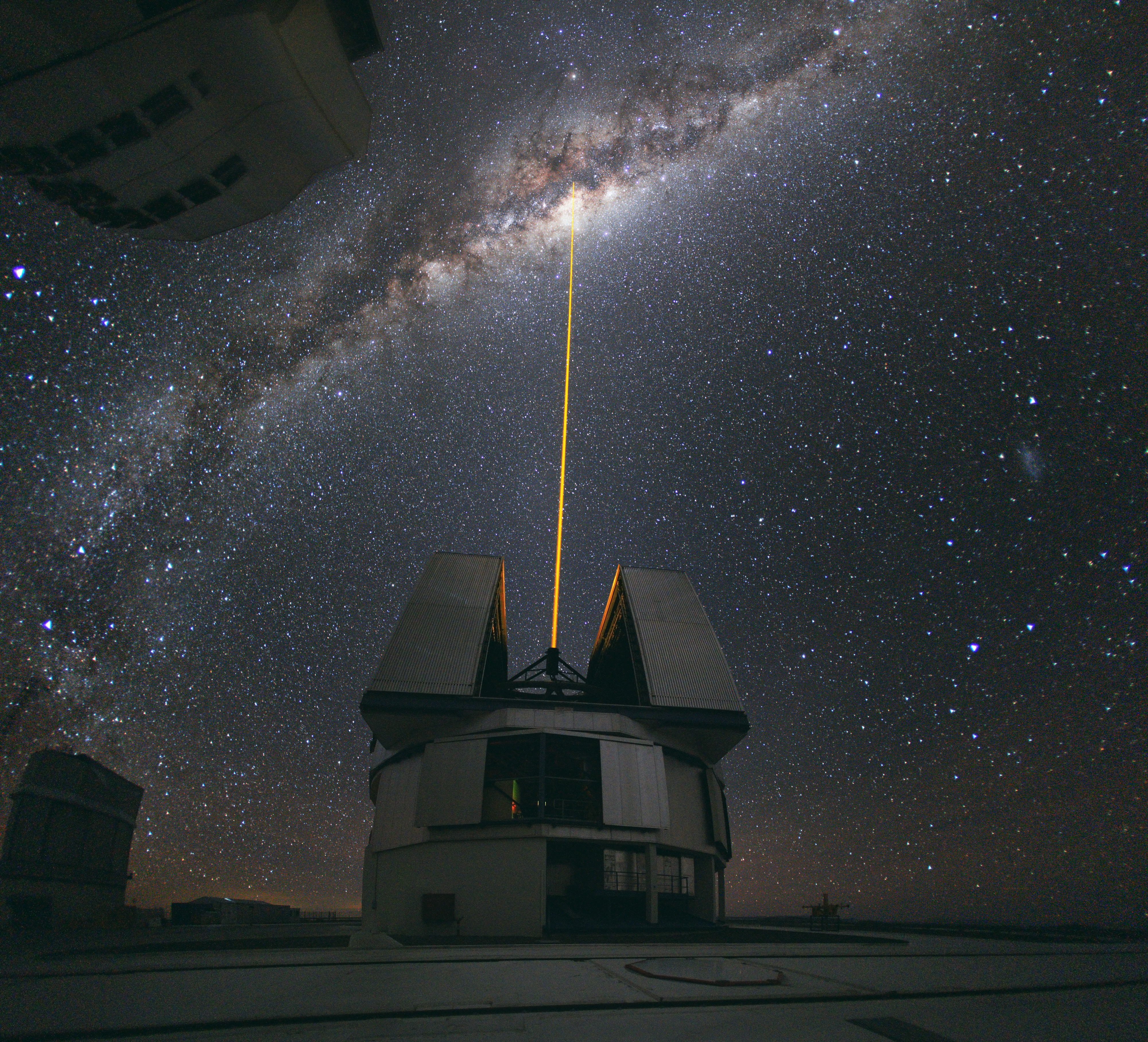
ستاره‌شناسان در رصدخانه پارانال برای رصد مرکز کهکشان راه شیری از یک پرتو لیزری استفاده می‌کنند که ستاره‌ای مصنوعی را در آسمان به وجود می‌آورد که به صورت نقطه‌ای برای سنجش و اصلاح کیفیت رصد استفاده می‌شود (اپتیک فعال یا Adaptive Optic). عکس گرفته شده در اواسط اوت ۲۰۱۰.

دستور کار تجهیزات VLT نقشه‌های بلند پروازانه و غیرقابل تصوری برای یک رصدخانه است که شامل تصویرگر میدان بزرگ چند-کاناله، دوربین‌های تصحیح شده سازگار با نور و طیف نگارهای با وضوح بسیار بالا و طیف نگارهای چند-شیئی و پوشش دهندهٔ ناحیه عریض طیفی، از عمق اشعه فرابنفش (۳۰۰ نانومتر) به میانه اشعه فروسرخ (۲۴ میکرو متر) برای طول موج‌ها است.
واحد تلسکوپ‌های ۸٫۲ متری در مکان فشرده‌ای هستند، کنترل‌کننده‌های گرمایی در ساختمان قرار داشته و همزمان با تلسکوپ‌ها می‌چرخند. این طراحی کمترین ناسازگاری با عوامل شرایط رصدی همچون هوای متلاطم در محفظه تلسکوپ ندارد، که می‌توانست به سبب تغییرات درجه حرارت و جریان باد طور دیگری باشد.
اولین واحد تلسکوپ‌ها با نام "Antu" در ۱ آوریل ۱۹۹۹ وارد جریان عملیات علمی شد. امروزه تمام چهار واحد تلسکوپ و چهار تلسکوپ کمکی فعال هستند.
یکی از تجهیزات جدید در رصدخانهٔ پارانال طیف‌نگار اسپرسو است. این طیف‌نگار ستاره‌ای به صورت خاص جهت اندازه‌گیری سرعت شعاعی ستارگان با دقت بالا جهت آشکارسازی سیارات فراخورشیدی توسط کارگروهی از کشورهای پرتغال اسپانیا سوییس و ایتالیا ساخته و راه‌اندازی شده‌است. از این طیف‌نگار در مطالعهٔ ساختار ستارگان و همچنین اندازه‌گیری ثابت کیهانشناسی نیز استفاده می‌شود. این طیف‌نگار نسل جدید طیف‌نگارهای مخصوص آشکارسازی فراخورشیدی مانند هارپس (HARPS) است. در حال حاضر اسپرسو دقیق‌ترین طیف نگار مخصوص اندازه‌گیری سرعت شعاعی ستارگان در جهان است.

## تداخل سنج VLT
تلسکوپ‌ها ی رصد خانه VLT می‌توانند به تنهایی و مستقیماً در گروه‌های دوتایی یا سه تایی با هم کار کنند، به عنوان تداخل سنج VLT (VLTI)، طوری عمل می‌کند که یک تلسکوپ غول پیکر و بزرگتر عمل می‌کند و می‌تواند جزئیات را تا بالای ۲۵ بار بهتر از هر تلسکوپ پالایش و رصد کند.
در تداخل سنج VLT، شعاع نور با استفاده از یک سیستم پیچیده از آینه‌ها در تونل‌های زیر زمینی ترکیب می‌شود. این ازدحام مسیرهای نور باید در تعادلی کمتر از یک هزارم میلی‌متر نگه داشته شوند. VLTI می‌توانند تصاویر را با یک کیفیت زاویه‌ای از میلی قوس ثانویه بازسازی کنند، که وسایل آن در اصل می‌توانند دو چراغ جلو ماشینی را در ماه تمایز دهند.

## تلسکوپ‌های متحرک

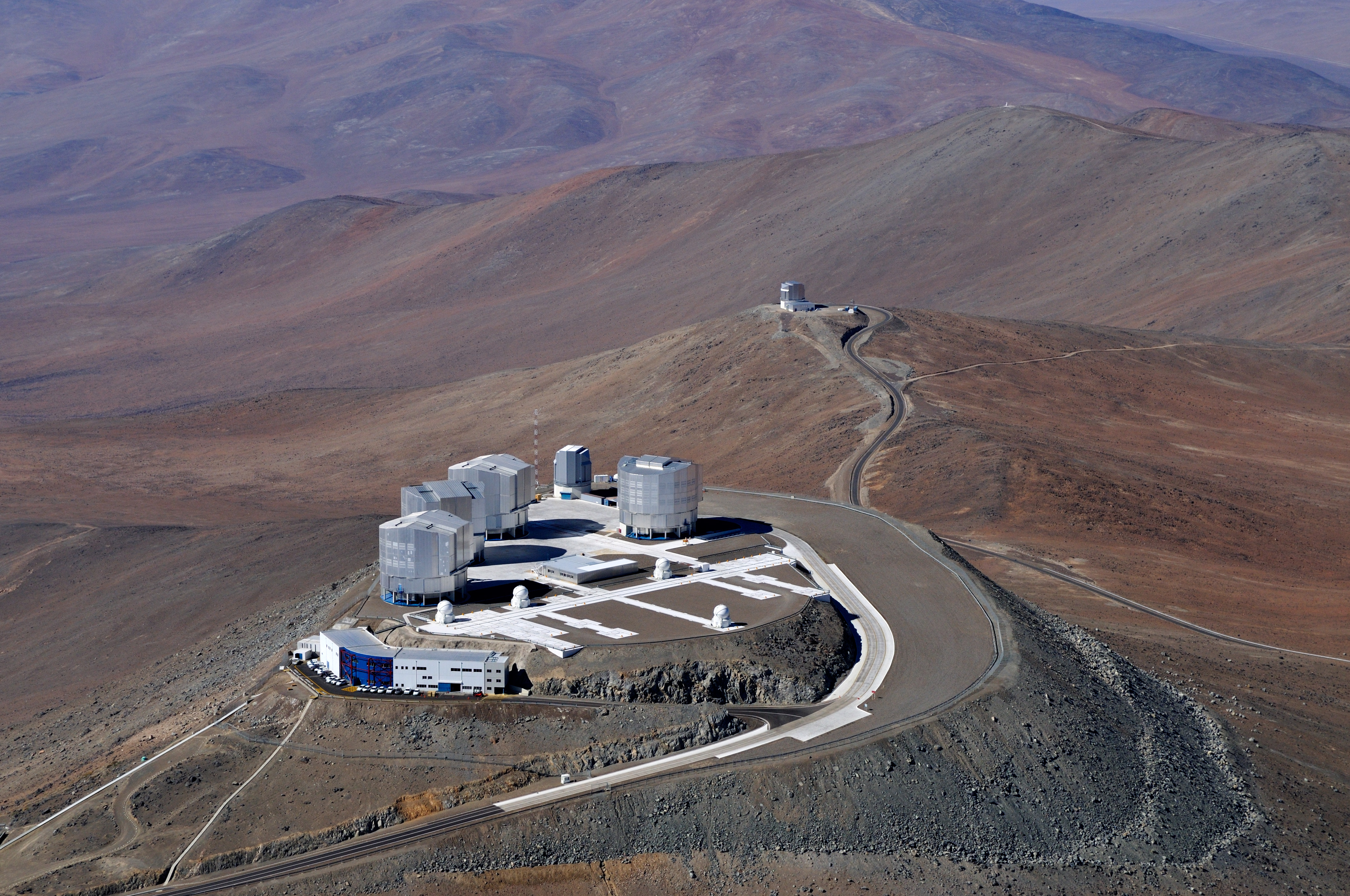
رصدخانه پارانال

اگر چه چهار واحد تلسکوپ ۸٫۲ متری می‌توانند در VLTI ترکیب شده و بیشتر از یک بار این تلسکوپ‌های بزرگ برای دیگر منظورها استفاده شوند. آن‌ها فقط در دسترس رصدگرهای تداخل سنج برای تعداد محدودی از شبهای سال هستند.
چنان‌که VLTI از هر شب بهره‌برداری می‌کند، چهار تلسکوپ کمکی اختصاصی(ATs) ۱٫۸ متری در دسترس هستند. ATsها بر روی شیارهایی سوار شده‌اند تا بتوانند به دقت بین موقعیت‌های تعین شده حرکت کنند. به واسطه این موقعیت‌ها، اشعه‌های نوری خودشان را در VLTI ترکیب می‌کنند.
ATs تلسکوپ‌های خیلی غیرعادی هستند. در گنبد محافظتی بسیار فشرده‌شان، تجهیزات الکترونیکی خود، سیستم تهویه، هیدرولیک و سیستم‌های خنک‌کننده را حمل می‌کنند. هر AT یک انتقال دهنده دارد که تلسکوپ را بلند کرده و آن را از یک موقعیت به موقعیت دیگر حرکت می‌دهد. تقریباً مشابه یک حلزون که با خانه‌ای که پیرامونش قرار دارد حرکت می‌کند.

## نگارخانه

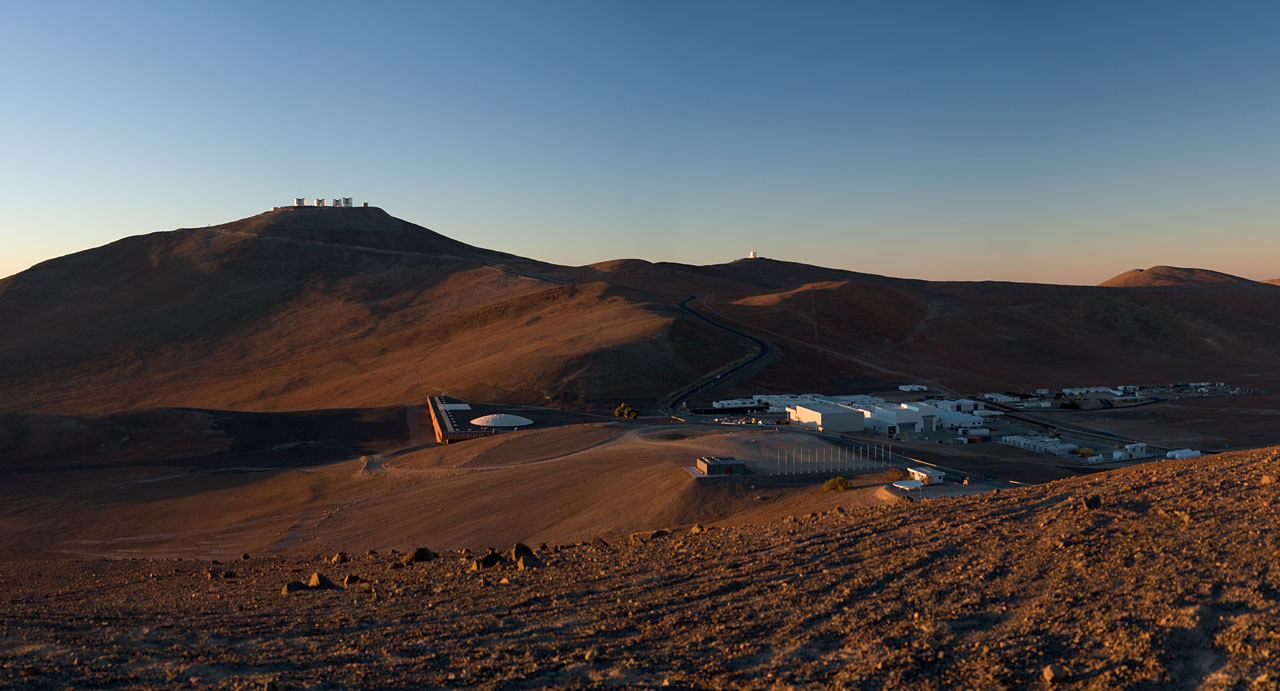
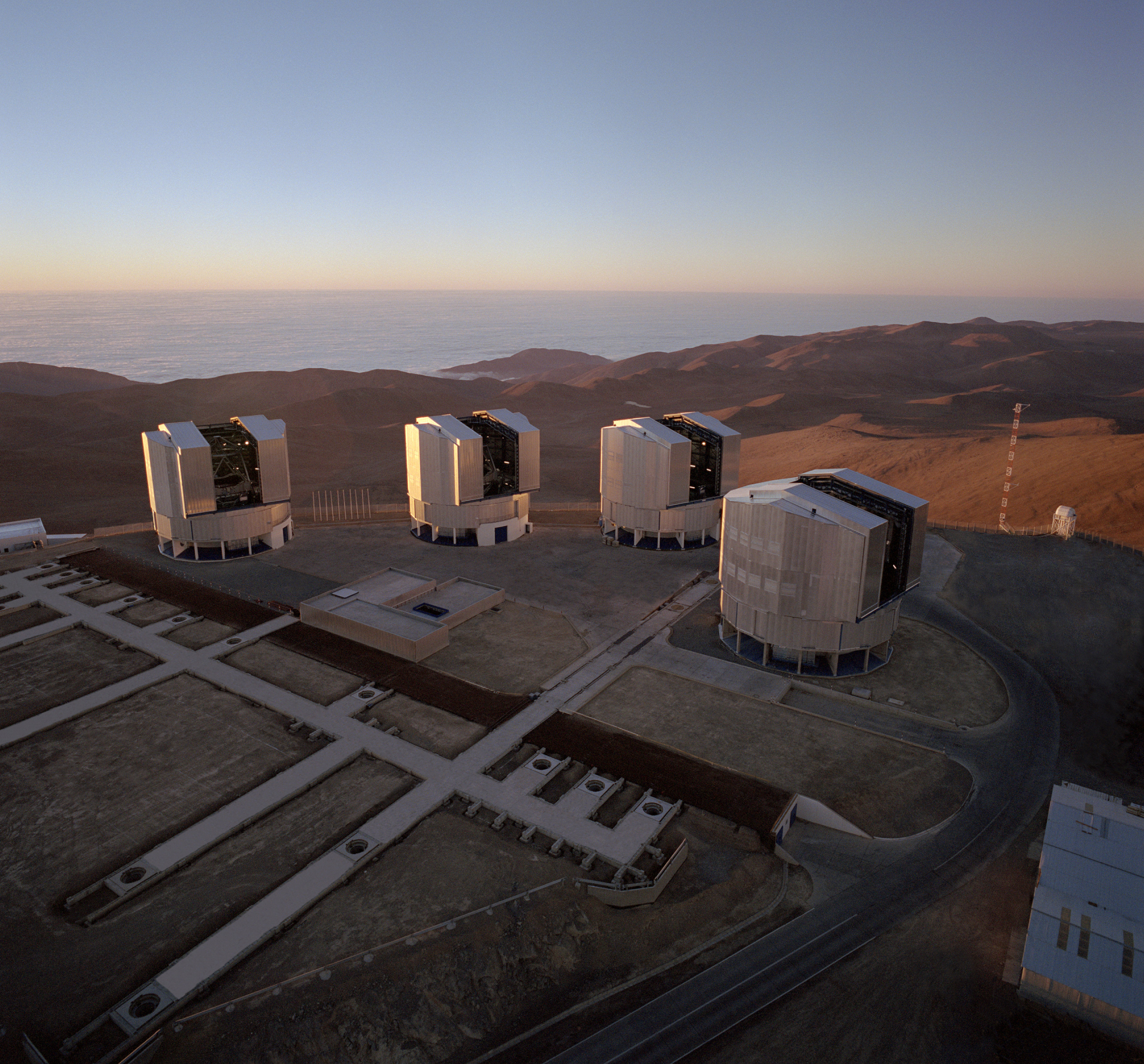
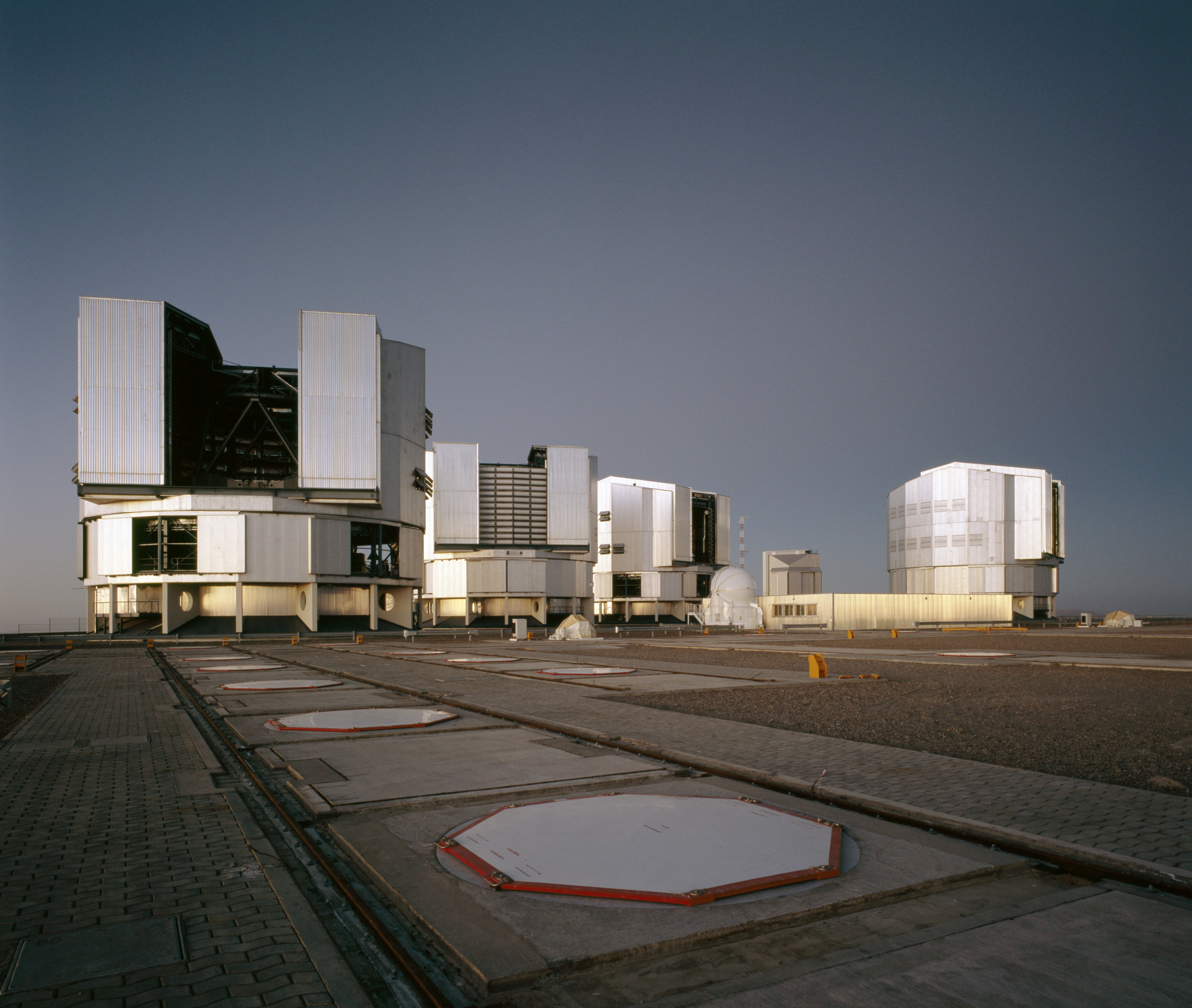